# Hippasa deserticola
Espèce
Synonymes
- Hippasa pisaurina Pocock, 1900
- Trochosa loeffleri Roewer, 1955
- Hippasa afghana Roewer, 1960
- Hippasa madhuae Tikader & Malhotra, 1980
- Hippasa charamaensis Gajbe, 2004
- Hippasa sinai Alderweireldt & Jocqué, 2005

Hippasa deserticola est une espèce d'araignées aranéomorphes de la famille des Lycosidae.

## Distribution
Cette espèce se rencontre au Turkménistan, en Ouzbékistan, au Tadjikistan, en Afghanistan, au Pakistan, en Inde, au Bangladesh, en Iran, en Irak, en Arabie saoudite et en Égypte.

## Description
Le mâle syntype mesure 7,5 mm et la femelle syntype 9,5 mm.
Le mâle décrit par Sankaran et Caleb en 2023 mesure 8,26 mm et la femelle 10,70 mm.

## Systématique et taxinomie
Cette espèce a été décrite par Simon en 1889. Elle est placée en synonymie avec Hippasa partita par Simon en 1897. Elle est relevée de synonymie par Marusik et Nadolny en 2021.
Trochosa loeffleri et Hippasa afghana ont été placées en synonymie par Marusik et Nadolny en 2021.
Hippasa pisaurina, Hippasa madhuae, Hippasa charamaensis et Hippasa sinai ont été placées en synonymie par Sankaran et Caleb en 2023.

## Étymologie
Son nom d'espèce lui a été donné en référence au lieu de sa découverte, un désert.

## Publication originale
- Simon, 1889 : « Arachnidae transcaspicae ab ill. Dr. G. Radde, Dr. A. Walter et A. Conchin inventae (annis 1886-1887). » Verhandlungen der kaiserlich-königlichen zoologisch-botanischen Gesellschaft in Wien, vol. 39, p. 373-386 (texte intégral).